# Brachionidium pepe-portillae
Brachionidium pepe-portillae är en orkidéart som beskrevs av Carlyle August Luer och Alexander Charles Hirtz. Brachionidium pepe-portillae ingår i släktet Brachionidium och familjen orkidéer. Inga underarter finns listade i Catalogue of Life.